# Адгербал (флотоводец)
Адгерба́л, также Атарбал и Атарбас (лат. Adherbal, др.-греч. Ατάρβας) — карфагенский полководец и флотоводец периода Первой Пунической войны.

## Биография
По Диодору Сицилийскому, Адгербал командовал обороной Лилибея против многократно превосходящих сил римлян (согласно другой трактовке текста «Исторической библиотеки» он был командиром отряда, прибывшего из Карфагена на помощь осаждённым). Полибий называет Адгербала «первым другом» некоего Ганнибала, сына Гамилькара, назначенного командовать эскадрой из 50 кораблей с 10 000 человек на борту, которую отправили на помощь Лилибею.
Затем Адгербал, по-видимому, возглавил гарнизон Дрепаны, причём «удобства местоположения и высокие достоинства дрепанской гавани побуждали карфагенян неослабно заботиться об охране местности». В Дрепану после Лилибея заходила эскадра Ганнибала, сына Гамилькара. Когда стало ясно, что осада Лилибея затягивается на неопределённый срок, консул Публий Клавдий Пульхр решил захватить Дрепану, рассчитывая, что противник не осведомлён о прибытии римских подкреплений и не готов к обороне. Увидев приближающийся римский флот, Адгербал посчитал хорошо подготовленную осаду более опасной, чем морское сражение, и предпочёл атаковать врага даже несмотря на то, что его силы уступали римским. В последовавшем сражении римский флот был полностью разгромлен и понёс тяжелейшие потери.
Эта победа (крупнейшая для Карфагена победа на море за всю войну) стяжала Адгербалу «славу у карфагенян, ибо успех её они приписывали его личной проницательности и отваге». Он отослал в столицу пленных и захваченные римские суда. Тридцать своих кораблей Адгербал передал под командование Карталону, чтобы, добавив их к собственным семидесяти, тот совершил внезапное нападение на неприятельский флот, стоящий на якоре у Лилибея, что Карталон с успехом исполнил. После этого Адгербал в источниках не упоминается.